# Veľký Javorník
Veľký Javorník är ett berg i Slovakien, på gränsen till Tjeckien. Toppen på Veľký Javorník är 1 072 meter över havet. Det är den högsta punkten i Javorníkbergen. 